# Elisabeth Margue
Pour les articles homonymes, voir Margue.
Elisabeth Margue, née le 7 avril 1990, est une avocate et femme politique luxembourgeoise, sous les couleurs du Parti populaire chrétien-social (CSV). Le 17 novembre 2023, elle nommée ministre de la Justice, ministre déléguée auprès du Premier ministre, chargée des Médias et des Communications et ministre déléguée auprès du Premier ministre, chargée des Relations avec le Parlement au sein du gouvernement Luc Frieden.

## Biographie

### Éducation
Elisabeth Margue obtient en 2009 son diplôme de fin d'étude secondaire classique au Lycée de Garçons.
Elle est titulaire d'une licence en droit privé de l'université Panthéon-Sorbonne (Paris I) et d'un master en propriété industrielle de l'université Panthéon-Assas (Paris II).
Elle obtient en 2015 un Master of Laws (LL.M) à la London School of Economics (LSE).

### Carrière d'avocat
Elle est membre du Barreau luxembourgeois depuis 2016 et exerce son métier au sein du cabinet d'avocat luxembourgeois Arendt & Medernach.

### Parcours politique
Elisabeth Margue est membre du Parti populaire chrétien-social (CSV) depuis 2007. Membre de la Jeunesse chrétienne-sociale (luxembourgeois : Chrëschtlech-Sozial Jugend, en abrégé CSJ), elle en devient présidente de 2016 à 2018. En mars 2022, elle devient présidente du Parti populaire chrétien-social (CSV), poste qu'elle partage avec Claude Wiseler jusqu'en novembre 2023 et où elle est finalement remplacée par Luc Frieden en mars 2024.
Elle est élue conseillère communale de la Ville de Luxembourg de novembre 2017 à novembre 2023.
Mise en cause dans l'affaire CSV Frëndeskrees, elle est finalement acquittée le 9 décembre 2021 par le tribunal correctionnel de Luxembourg.
Elle est nommée en novembre 2023 au sein du gouvernement Luc Frieden, formé en coalition avec le Parti démocratique (DP). Elle y occupe les postes de ministre de la Justice, de ministre déléguée auprès du Premier ministre, chargée des Médias et des Communications et de ministre déléguée auprès du Premier ministre, chargée des Relations avec le Parlement.

## Vie privée
Elisabeth Margue est la fille de Pierre Margue et Marthe Thill, professeure d’anglais au Lycée de garçons. Elle est l'arrière-petite-fille de Nicolas Margue (lb), ancien ministre luxembourgeois.
Le 14 septembre 2022, elle donne naissance à son premier enfant.